# 十五从军征
《十五从军征》，是一篇出自《乐府诗集》的乐府诗词，在《乐府诗集》中属《横吹曲辞·梁鼓角横吹曲》，又名《紫骝马歌》。

## 解题
本篇描写一个老战士回乡后无家可归的悲惨情景，揭露了當時兵役制度给劳动人民造成的苦难。《十五從軍徵》是一首揭露封建社會不合理的兵役制度的漢代樂府民歌，描寫了勞動人民在當時黑暗的兵役制度下的痛苦和漢末缺乏軍旅退伍的制度，百姓階層的社會不平等和軍旅生涯缺乏家庭保障，同時亦反映了漢末時期，長年群雄征戰的混亂時刻。作品真實、深刻、令人感憤，催人泣下。
當時繁複的兵役使得那個時代充滿了小人物的心酸和無奈。沒有馬革裹屍，卻也垂垂而暮。

## 本文
十五从军征，八十始得归。

道逢乡里人：家中有阿谁？

遥望是君家，松柏冢累累。

兔从狗窦入，雉从梁上飞。

中庭生旅穀，井上生旅葵。

舂穀持作饭，采葵持作羹。

羹饭一时熟，不知贻阿谁！

出门东向看，泪落沾我衣。